# ХТ-130
ХТ-130 (ОТ-130) — советский лёгкий по массе огнемётный танк межвоенного периода.

## История создания
Из-за того, что танк ХТ-26 не вполне удовлетворил военных, КБ завода № 185 начинает разработку нового танка. Он уже проектировался на базе танка Т-26 обр.1933 г.

## Конструкция
Вооружение. Огнемёт установлен в башне на месте пушки. Рядом находился спаренный с огнемётом пулемёт.
Двигатель. Двигатель и трансмиссия те же самые что и на Т-26 обр. 1933.

## Серийное производство
ХТ-130:
- 1936 — 10;
- 1938—290;
- 1939—101, в том числе 2 для НКВМФ.

ХТ-133:
- 1939 — 4;
- 1940—265, в том числе 10 для НКВМФ.

Всего — 670
Последними огнеметными танками на базе Т-26 стали ХТ-134, переделанные в 1940 году из двух линейных Т-26.
Кроме того, в ходе капитальных ремонтов 200 машин ХТ-26 были модернизированы до уровня ХТ-130 и 70 — до уровня ХТ-133.

## Боевое применение
Танки принимали участие в боевых действиях на озере Хасан, в которых участвовало 9 танков ХТ-26, и на реке Халхин-Гол — к началу боёв 57-й Особый корпус имел всего 11 химических танков ХТ-26 в роте боевого обеспечения 11-й танковой бригады (два взвода по пять танков и танк командира роты). Огнемётной смеси имелось три зарядки в частях и четыре на складе. 20 июля 1939 года в район боев прибыла 2-я рота химических танков 2-й танковой химической бригады. Она имела 18 ХТ-130 и 10 зарядок огнемётной смеси. Но оказалось, что личный состав роты слабо подготовлен к огнеметанию. Поэтому до выхода роты в район боевых действий с ним провели практические занятия по огнеметанию и изучили боевой опыт, имевшийся у танкистов-химиков 11-й танковой бригады. Кроме того, в прибывшей 6-й танковой бригады имелось 9 танков ХТ-26. Всего к началу августа в войсках 1-й армейской группы было 19 танков Т-26 и 18 ХТ-130. В последующих боях там, где применялись огнемётные танки, японцы неизменно оставляли укрытия, не проявляя стойкости.
В «Зимней войне», помимо рот боевого обеспечения танковых бригад, участвовали и пять отдельных химических танковых батальонов — 201-й, 204-й, 210-й, 217-й и 218-й — из 30-й и 36-й танковых бригад. Во время боевых действий химические танки проявили себя эффективно при борьбе с финскими укреплениями. Но они оказались более уязвимы, чем обычные танки, и поэтому несли большие потери. Количество химических танков на фронте неуклонно возрастало. Так, если на 30 ноября во всех пяти батальонах и ротах боевого обеспечения танковых бригад было 208 ХТ-26 и ХТ-130, то в ходе войны с завода им. Ворошилова поступило в войска 168 новых (165 ХТ-133, два ХТ-134 и один ХТ-130), и прибыло из других военных округов 70 ХТ-26 и ХТ-130. На Карельском перешейке действовало 290, а остальные в полосе 8-й и 15-й армий. Из 446 химических танков, участвовавших в боях, 118 было потеряно безвозвратно. Для обслуживания химических танков 18 января на Карельский перешеек прибыл и 302-й ремонтно-восстановительный батальон. До конца войны он отремонтировал 59 и эвакуировал 69 ХТ. Несмотря на достаточно высокую эффективность химических танков, в ходе боев у них выявился главный недостаток, присущий всем танкам Т-26, — слабость бронирования. Но если линейные Т-26 могли вести огонь по противнику с дальних дистанций, то небольшая дальность огнеметания не позволяла химическим танкам поражать цели с более 50 м, при этом они несли большие потери. Поэтому некоторые ХТ-133 получали на заводе-изготовителе дополнительную экранировку из 30-40-мм брони. В ходе советско-финской войны заэкранировано 17 ХТ-133.
На 22 июня 1941 года в механизированных корпусах РККА 994 химических танка на базе Т-26. ХТ активно использовали в начале Великой Отечественной войны. К концу 1941 года большая часть химических «двадцать шестых» потеряна. Но небольшое их количество еще использовалось в боях на Юго-Западном, Южном и Крымском фронтах весной 1942 года. Некоторые машины остались в строю вплоть до 1942 года.
После заключения 29 января 1942 г. между СССР, Великобританией и Ираном договора, положившего конец прогерманской политике, проводившейся правительством Ирана, СССР смог перебросить в Крым значительное количество находившихся в Иране танков ХТ, вошедших в состав 55 и 56 танковых бригад Крымского фронта (всего 54 танка ОТ-130 и ОТ-133), один из которых показан в фильме «Битва за Севастополь» (1944).
В июне 1941 года эти танки так же находились на вооружение ВМФ.
2 ХТ-130 и 1 ХТ-133 составили взвод огнеметных танков в отдельной химической роте Береговой обороны Балтийского района КБФ.
По 3 ХТ-133 находилось в составе таких же взводов в отдельной химической роте Севастопольской ВМБ, отдельной химической роты Береговой обороны Главной базы и отдельной химической роты Береговой Обороны Одесской ВМБ.

## Сохранившиеся экземпляры
В настоящее время один танк ХТ-130 экспонируется в Чите. Также, своеобразная версия ОТ-130 с макетом огнемёта на база телетанка ТТ-26 находится в бронетанковом музее в Кубинке